# Kahvecibaşı
Kahvecibaşı (osmanisch قهوه جی باشی) war im Osmanischen Reich der Titel des Kaffeekochers und Servierers des Sultans. Der Kahvecibaşı galt als eine wichtige Person, da er dem Sultan nahestand.